# Замія
Замія (Zamia) — рід голонасінних рослин родини замієві (Zamiaceae). Типовий вид: Z. pumila L. Спершу рід був відомий з 3 видів, описаних для нижнього еоцену в Луїзіані, Міссісіпі і Теннессі.
Етимологія: від грецького azano — термін, що використовувався Плінієм для позначення висохлої достиглої розкритої шишки.

## Опис

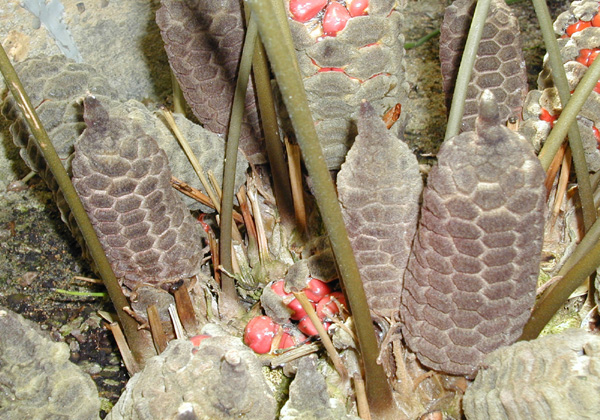
Zamia pumila: невеликі жіночі шишки з насінням

Це дводомні пальмово- або папоротевиді чагарники. Стебла часто розгалужені, зазвичай вони утворюють підземні бульби без вираженої деревної тканини. Деякі види утворюють надземне стебло, який може рости до 4 метрів заввишки або й більше. Є також епіфітний вид, Z. pseudoparasitica, який росте на гілках дерев. А вид Z. cremnophila росте на піщаних скелях, міцно тримаючись коренями за невеликі зазори.
Листя розташоване по спіралі, перисте, шкірясте, запушене, принаймні, коли молоде, від широко до довгасто-еліптичної форми, від блискучого до воскового вигляду, може бути вертикальним, горизонтальним або повислим. Молоде листя зелене, бронзове, червоне або фіолетове. Листові фрагменти від цілих до грубо зубчастих. Z. variegata — єдина з саговникоподібних рослин з різнобарвним листям: зелене з жовтими смугами. Черешки часто мають колючки. Хребет беззбройний або з гострими колючками.
Рослини дводомні з чоловічими і жіночими шишками довгасто яйцевидими. Шишки чітко плодоніжкові. Пилкові шишки більш стрункі, ніж насіннєві шишки. Жіночі шишки дуже сильно відрізняються в залежності від виду. Розмір коливається від 7,5 см до 46 см. Дозрівання шишок займає від 6 до 14 місяців. Чоловічі шишки менш різноманітні. Вони маленькі, ростуть і достигають швидко. Насіння від майже кулястого до довгастого або еліпсоїдного, з червоною, оранжевою, жовтою або рідше білою м'ясистою зовнішньою саркотестою. Усі досліджені досі види запилюються комахами. Поширення насіння робиться, можливо, птахами і гризунами. Хромосомні числа, 2n = 16-18, 21-28.

## Поширення, екологія
Поширення неотропічне: США: Флорида, Пуерто-Рико; Мексика; Центральна Америка; Південна Америка: до Болівії.  Найбільша різноманітність видів у Панамі й Колумбії. Висота проживання: від рівня моря до 2500 м над рівнем моря.
Рослини живуть в широкому діапазоні середовищ існування, від стабільних прибережних дюн, припливних боліт, саванових луків і чагарників до тропічних лісів. За кількома винятками, більшість видів віддає перевагу теплим, вологим місцям, але, незважаючи на це багато видів добре адаптувалися до помірних зон; віддає перевагу частково затіненим і добре дренованим ґрунтам. Більше половини видів Замія класифікується як ті, що знаходяться під загрозою зникнення, в основному через знищення природних середовищ існування.

## Використання
Деякі види використовуються в Бразилії, як протиотрута до укусу змії.

## Види
1. Zamia acuminata Oers. ex Dyer
2. Zamia amazonum D.W. Stev.
3. Zamia amblyphyllidia D.W. Stev.
4. Zamia amplifolia W.Bull ex Mast.
5. Zamia angustifolia Jacq.
6. Zamia boliviana (Brongn.) A. DC.
7. Zamia brasiliensis Calonje & Segalla
8. Zamia chigua Seem.
9. Zamia cremnophila Vovides, Schutzman & Dehgan
10. Zamia cunaria Dressler & D.W. Stev.
11. Zamia decumbens Calonje, Meerman, M.P. Griff. & Hoese
12. Zamia disodon D.W. Stev. & Sabato
13. Zamia dressleri D.W. Stev.
14. Zamia elegantissima Schutzman, Vovides, & R.S. Adams
15. Zamia encephalartoides D.W. Stev.
16. Zamia erosa O.F.Cook & G.N.Collins
17. Zamia fairchildiana L.D. Gómez
18. Zamia fischeri Miq.
19. Zamia furfuracea L.f.
20. Zamia gentryi Dodson
21. Zamia gomeziana R.H.Acuña
22. Zamia grijalvensis Pérez-Farr., Vovides & Mart.-Camilo
23. Zamia hamannii A.S. Taylor, J.L. Haynes & Holzman
24. Zamia herrerae Calderón & Standl.
25. Zamia huilensis Calonje, H.E.Esquivel & D.W.Stev.
26. Zamia hymenophyllidia D.W. Stev.
27. Zamia imperialis A.S. Taylor, J.L. Haynes & Holzman
28. Zamia incognita A.Lindstr. & Idárraga
29. Zamia inermis Vovides, J.D. Rees & Vázq. Torres
30. Zamia integrifolia L.f.
31. Zamia ipetiensis D.W. Stev.
32. Zamia katzeriana (Regel) E. Rettig
33. Zamia lacandona Schutzman & Vovides
34. Zamia lecointei Ducke
35. Zamia lindenii Regel ex Andre
36. Zamia lindleyi Warszewicz ex A. Dietrich
37. Zamia lindosensis D.W.Stev., D.Cárdenas & N.Castaño
38. Zamia loddigesii Miq.
39. Zamia lucayana Britton
40. Zamia macrochiera D.W. Stev.
41. Zamia manicata Linden ex Regel
42. Zamia meermanii Calonje
43. Zamia melanorrhachis D.W. Stev.
44. Zamia montana A. Braun
45. Zamia monticola Chamb.
46. Zamia muricata Willd.
47. Zamia nana A.Lindstr., Calonje, D.W.Stev. & A.S.Taylor
48. Zamia nesophila A.S. Taylor, J.L. Haynes & Holzman
49. Zamia neurophyllidia D.W. Stev.
50. Zamia obliqua A. Braun
51. Zamia oligodonta E. Calderón-Sáenz & D.W. Stev.
52. Zamia onanreyesii C. Nelson & G.G. Sandoval
53. Zamia oreillyi C. Nelson
54. Zamia paucifoliolata Calonje
55. Zamia paucijuga Wieland
56. Zamia poeppigiana Mart. & Eichler
57. Zamia polymorpha D.W. Stev., A. Moretti & Vázq. Torres
58. Zamia portoricensis Urban
59. Zamia prasina W. Bull
60. Zamia pseudomonticola L.D. Gómez
61. Zamia pseudoparasitica Yates in Seem.
62. Zamia pumila L.
63. Zamia purpurea Vovides, J.D. Rees & Vázq. Torres
64. Zamia pygmaea Sims
65. Zamia pyrophylla Calonje, D.W.Stev. & A.Lindstr.
66. Zamia restrepoi (D.W. Stev.) A. Lindstr.
67. Zamia roezlii Linden
68. Zamia sandovalii C. Nelson
69. Zamia skinneri Warsz. ex A. Dietrich
70. Zamia soconuscensis Schutzman, Vovides & Dehgan
71. Zamia spartea A. DC.
72. Zamia standleyi Schutzman
73. Zamia stenophyllidia Nic.-Mor., Mart.-Domínguez & D.W.Stev.
74. Zamia stevensonii A.S.Taylor & Holzman
75. Zamia stricta Miq.
76. Zamia tolimensis Calonje, H.E.Esquivel & D.W.Stev.
77. Zamia tuerckheimii Donn. Sm.
78. Zamia ulei U. Dammer
79. Zamia urep B. Walln.
80. Zamia variegata Warsz.
81. Zamia vasquezii D.W. Stev., Sabato, A. Moretti & De Luca
82. Zamia verschaffeltii Miq.
83. Zamia wallisii A. Braun